# Miconia friedmaniorum
Miconia friedmaniorum là một loài thực vật có hoa trong họ Mua. Loài này được Almeda & Umaña mô tả khoa học đầu tiên năm 1993.